# アウクソー

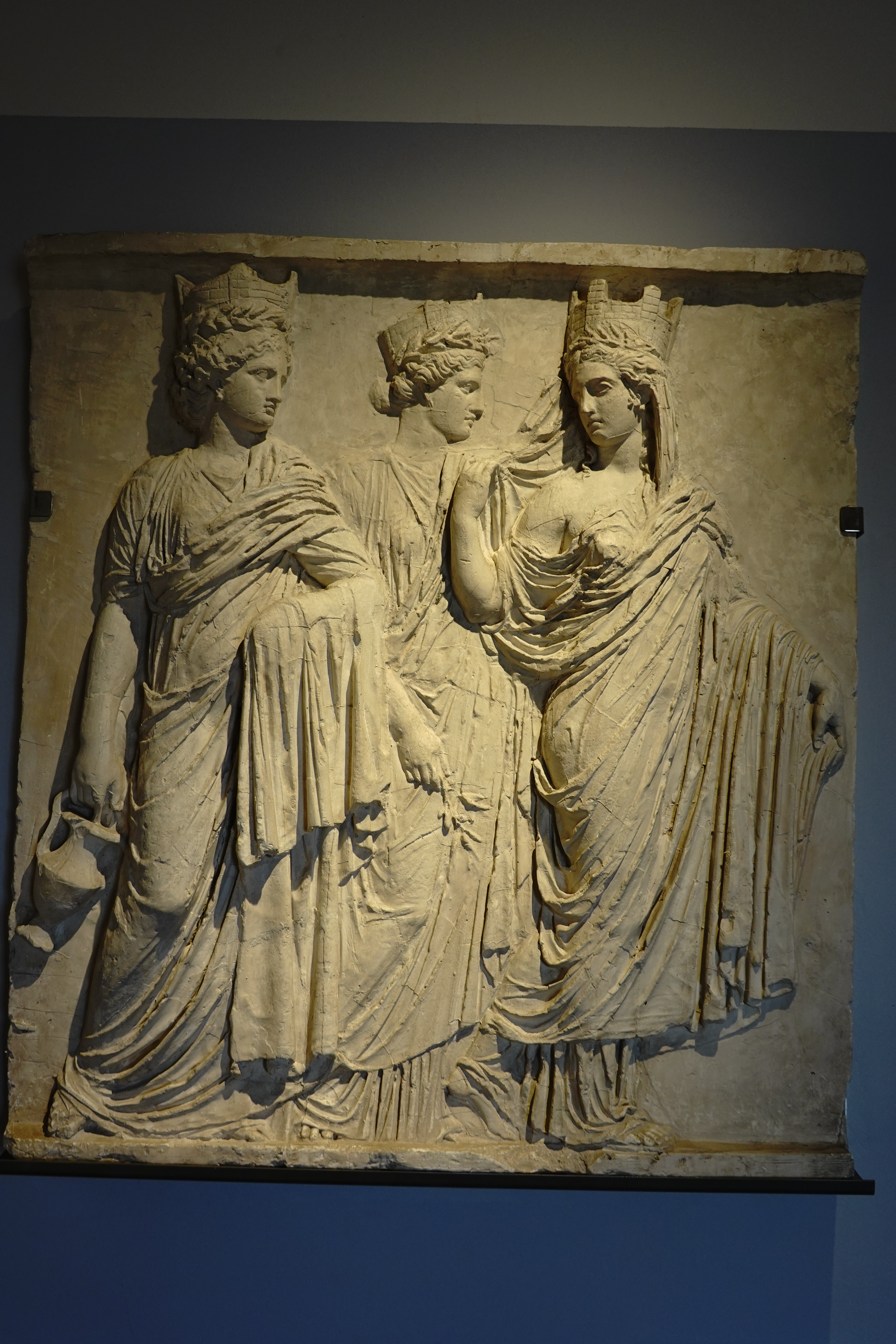
3柱のホーライを描いたレリーフ。左から、水差しを持つアウクソー、植物を持つタロー、果実の収穫を待つカルポー。

アウクソー（古希: Αὐξώ, Auxō）は、ギリシア神話に登場する女神である。カリスの一柱で美と成長を司る。長母音を省略してアウクソとも表記される。
アッティカ地方、特にアテーナイではヘーゲモネーとともに2柱説の女神カリスの1柱である。アウクソーは春と万物の生長を司り、ヘーゲモネーは秋と果実の収穫を司る。
またゼウスとテミスとの間に生まれた季節の女神・ホーラーの1柱ともされており、夏を司る存在として植物の生長を象徴する。タロー、カルポーとともに3柱説のホーラーの1柱でもある。